# Шепетівський медичний фаховий коледж
Шепетівський медичний фаховий коледж (скор. ШМФК) — комунальний заклад фахової передвищої освіти Хмельницької обласної ради, що розташований у місті Шепетівці.

## Спеціальності і освітньо-професійні програми
- 221 Стоматологія
  - Стоматологія (кваліфікація - гігієніст зубний)[1]
  - Стоматологія ортопедична (кваліфікація - технік зубний)[2]

- 223 Медсестринство
  - Лікувальна справа (кваліфікація - фельдшер)[3]
  - Сестринська справа (кваліфікація - сестра медична)[4]
- 226 Фармація, промислова фармація
  - Фармація (кваліфікація - фармацевт)[5]

## Історія
На початку 30-х років ХХ ст. в Україні відбувається не тільки територіальна реформа, а й низка реформ медичної сфери, у тому числі в медичній освіті, у результаті чого медичні технікуми втрачають статус вищих навчальних закладів, хоча залишаються основною ланкою середньої медичної освіти. Хвиля реформ не обминула і Шепетівську округу, до складу якого входило 14 районів Волинської губернії, у тому числі міста Шепетівка, Заслав, Старокостянтинів, Славута, і Полонне. Населення, а воно становило майже сімсот тисяч чоловік в округу, потребувало поліпшення медичного обслуговування, і тому в 1931 році було відкрито медичний технікум, реорганізований у 1936 році у фельдшерсько-акушерську школу. Про цей навчальний заклад маємо обмежену кількість документальних матеріалів.
Відомо, що на початку навчального 1934—1935 року в медичному технікумі навчалися 246 студентів, проте, в основному через неуспішність, до кінця року більше півсотні з них були відсіяні. Дві третини спудеїв були на той час вихідцями з села, половина — комсомольці.
Навчальний процес забезпечували 24 працівники. У навчально-методичній роботі перш за все вони використовували наочні матеріали, як от схеми, муляжі, моделі, медичні препарати і фільми. Навчання зазвичай проходило групами, але повсякчас викладачі застосовували в процесі роботи індивідуальний підхід, особливо до невстигаючих. За особливо відстаючими студентами закріплювалися відмінники навчання. Однією з причин слабкої успішності була нестача в бібліотеці закладу навчальних підручників і художньої літератури, тому доводилося користуватися послугами міської бібліотеки імені Коцюбинського.
Окрім навчання, викладачі і студенти брали активну участь у культурному та спортивному, громадському житті міста і району. Скажімо, вони відвідували місцевий кінотеатр, драматичний театр, брали участь у літературних вечорах і, зокрема, в роботі літературної студії при міській бібліотеці, яку вів до 1937 року її директор Юлій Ковальський. У 1934 році в технікумі створено драматичний гурток: вистави ставили у селах району, підшефній військовій частині.
Достеменно точно невідомо тодішнє місце розташування технікуму. Швидше всього він «квартирував» у приміщенні районної ради (нині вулиця Героїв Небесної сотні, 47), де, до речі, був також індустріальний технікум. Особливо у перші дні існування заклад мав би відчувати потребу в матеріальній підтримці з боку держави, але її фактично не було, так що питання навчальної, матеріальної і культурної сфери здебільшого вирішували власними силами. Так, у технікумі не було їдальні, і доводилося користуватися їдальнею для робітників. Не було також пральні для очищення білизни, проте знижки за послуги надавала майбутнім медикам пральня місцевого осередку Червоного Хреста. Викладачі і студенти власними силами робили ремонт навчальних приміщень, проте не вистачало шаф та полиць, етажерок для розміщення наочних матеріалів.
У 1936 році Шепетівський медичний технікум реорганізовано у фельдшерсько-акушерську школу, але новий статус закладу не змінив кадровий склад викладачів і не позначився на кількості студентів. Нагадаємо, що в 1937 році Шепетівський район увійшов до новоутвореної Кам'янець-Подільської області, в якій до початку Великої Вітчизняної війни, окрім Шепетівської фельдшерсько-акушерської, медичні кадри готували такі ж школи у Проскурові і Кам'янець-Подільському.
До Шепетівської фельдшерсько-акушерської школи, так само, як раніше до медичного технікуму, приймалися випускники семирічних шкіл.
Зазначимо, що успішні оцінки в атестатах не давали абітурієнтам перевагу для вступу. Першочергова увага надавалася соціальному стану і партійності (у тому числі членство у ЛКСМ(У). Скажімо, вступаючи до школи у 1938 році, Ольга Войтенюк вказувала в біографії, що зберігається у Державному архіві Хмельницької області: «Народилася 1923 року. В 1938 році закінчила 7 класів, отримала знання з 15 предметів. У колгосп батьки вступили у 1931 р. До революції вони були хліборобами. Родичів моїх за кордоном немає, і позбавлених виборчих прав у родичів, що проживають тут — нема».
Проте інші абітурієнти у заявах для вступу у ФАШ додавали й таке: "Зобов'язуюсь вчитися на «добре» та «відмінно».
У навчальному процесі у Шепетівській фельдшерсько-акушерській школі основна увага надавалася не тільки засвоєнню студентами теоретичних знань, а й набуттю практичних навичок, що їх вони переважно набували у міській та сільських лікарнях округу. Ось як звітує про практику, а цей документ також зберігається у Державному архіві Хмельницької області, студентка В. Крісько: «Брала участь при прийомі хворих на лікування лікарем, роздавала ліки, вимірювала температуру, вдень ставила банки, зігрівальні компреси та теплі пов'язки».
Під час проходження практики студенти вели історію хвороб, вивчали процес складання діагнозів, були присутніми на операціях. Після закінчення школи випускники переважно направлялися на роботу у міську, селищні і сільські лікарні.
Є версія, що наприкінці 30-х років минулого століття, зважаючи на те, що в Шепетівці не вистачало приміщень для фельдшерсько-акушерської школи, її перевели у Славуту. Але це потребує окремого дослідження. У всякому випадку саме напередодні Великої Вітчизняної війни для фельдшерсько-акушерської школи поблизу районної лікарні майже закінчили будувати триповерхову будівлю.
Але 4 липня 1941 року німецько-фашистські війська окупували Шепетівку і ФАШ припинила існування.
В особистому архіві автора зберігаються оригінальні фото (так звані віньєтки) випускників фельдшерського і акушерського відділів 1940 року. Дізнаємося з них, що фельдшерське закінчили тогоріч сто чоловік, а акушерське — 32 (всі дівчата). Підписи під фото свідчать, що директором школи тоді був Пуріс, завучем Михайлевич, завідувачем навчальною частиною доктор Схиж, методистом Вільховий, лекторами Задрій, Крижак, Михальський, Гудзенко, Архипова, Хмельницький, Гольдберг, Комісарук, Мандельбаум, Трахтенберг, Брокерт, Яремчук, Фрідман, Броніс, Гладун, Назаренко, Рубанов та інші, головою профкому В. Гайдайчук, секретарем комсомольської організації П. Федонюк.
Доля по-різному розпорядилася випускниками Шепетівського медичного технікуму (фельдшерсько-акушерської школи) 1931—1941 років. Більша частина викладачів та їх учнів були з перших днів Великої Вітчизняної війни призвані у діючу Червону Армію, і багато хто загинули. До наших днів живими залишилися одиниці.
Тільки в 1990 році рішенням виконавчого комітету Хмельницької обласної ради в місті відкрито медичне училище. Але це вже тема окремої розмови.